# Emerson Sheik
Marcio Passos de Albuquerque (Nova Iguaçu, 6 de setembro de 1978),[NI] mais conhecido como Emerson Sheik, é um comentarista esportivo, ex-dirigente esportivo e ex-futebolista brasileiro naturalizado catari que atuava como ponta-esquerda.
Em 2008, quando atuava no Catar, após convite naturalizou-se catariano e jogou as Eliminatórias para a Copa do Mundo de 2010 pela Seleção Qatariana. A equipe mundial de editores e especialistas do site Goal.com elegeu os 50 melhores jogadores em 2012, levando em consideração suas conquistas e suas atuações ao longo da temporada. Em 32º lugar, o atacante Emerson Sheik, então no Corinthians, superou Neymar (36º) e foi o atleta mais bem colocado do ano dentre os que atuam no futebol brasileiro.
Sheik é o único da história a conquistar três títulos consecutivos do Campeonato Brasileiro por três times diferentes. Integrou o elenco do Flamengo (trocou de clube no 20° jogo) no Brasileirão 2009. Foi peça importante na conquista do título do Brasileirão 2010 pela equipe do Fluminense, e no ano seguinte, um dos protagonistas na conquista do Brasileirão 2011 pelo Corinthians. Fez também os dois gols da final da Libertadores 2012, título inédito e desejado por anos pela torcida do Timão, tornando-se um dos maiores ídolos da história do clube.

## Carreira

### Início
Em 1996, aos 18 anos, Emerson já não acreditava que pudesse vingar no futebol por conta da idade. Foi então que sua mãe, Carmem Lúcia, adulterou sua certidão de nascimento. Marcio Passos de Albuquerque, nascido em 6 de setembro de 1978, virou Marcio Emerson Passos, nascido em 6 de dezembro de 1981. Na época, a família de Emerson morava num bairro pobre de Nova Iguaçu, Rio de Janeiro, e ele trabalhava como ajudante de pedreiro.

### São Paulo
Com três anos a menos na certidão de nascimento, o garoto viu a carreira decolar. Levado ao São Paulo pelo ex-lateral-direito Cláudio Guadagno, foi rapidamente aceito pelo clube após passar pela avaliação de Milton Cruz, ex-técnico da equipe sub-20.
Em clara vantagem física e técnica sobre os outros meninos, virou uma estrela das categorias de base do Tricolor. O ótimo futebol chamou a atenção da diretoria do clube, que passou a enxergá-lo como uma joia pela cúpula do clube, alguém que traria milhões de dólares aos cofres em pouco tempo. A expectativa era tanta que o colocavam acima até mesmo de Kaká na projeção feita pela direção sobre quem vingaria no futebol.
| “ | O Emerson se destacava muito mais que o Kaká. Claro, hoje, sabemos que aquilo acontecia também pela idade. O Kaká sempre foi um craque, mas não tinha a força do Emerson. Ele fazia toda a diferença na base, pegava a bola no meio de campo e parava dentro do gol. Era impressionante. | ” |

No dia 26 de setembro de 1998, aos 20 anos, ele estreou pelo time profissional do São Paulo ao entrar no lugar do centroavante Dodô no empate por 0 a 0 contra o Flamengo, no Morumbi, pelo Campeonato Brasileiro. No ano seguinte, já com Paulo César Carpegiani no comando da equipe, o treinador decidiu promovê-lo de vez ao grupo principal, mas para atuar como lateral-direito, função na qual nunca conseguiu se adaptar.
Como atacante, marcou dois gols pelo Tricolor: um na goleada por 5 a 1 sobre o Atlético-MG, no Morumbi, em 25 de julho de 1999, e outro na derrota por 3 a 2 para o Santos, na Vila Belmiro, três dias depois. Por conta do Caso Sandro Hiroshi (o clube perdeu pontos de jogos contra o Botafogo e o Internacional depois que ficou comprovada a falsificação nos documentos do atacante Sandro Hiroshi), e com o temor de receber outra punição, já que havia a desconfiança da adulteração de documentos do atleta, a diretoria Tricolor decidiu negociar Emerson com o Consadole Sapporo, do Japão, mesmo sem ter a certeza da falsificação nos documentos.
Assim, em 2000, Emerson deixou o Brasil rumo ao futebol japonês. Ele se despediu do São Paulo com 19 jogos e dois gols marcados (sete vitórias, três empates e nove derrotas).

### Futebol Japonês
| “ | Falo com muito carinho do povo japonês. Aqui cresci como atleta e como pessoa. Os seis anos que passei aqui foram os mais importantes para mim e levo isso comigo com orgulho. É um povo maravilhoso. | ” |

Emerson chegou ao Oriente como desconhecido, mas rapidamente virou um dos destaques do futebol no país. Permaneceu durante cinco anos no Japão, e atuou por Consadole Sapporo, Kawasaki Frontale e Urawa Red Diamonds, respectivamente. Pelo Consadole Sapporo, da 2a divisão japonesa, Emerson fez 33 gols em 30 jogos, e foi campeão, artilheiro e melhor jogador da segunda divisão japonesa em 2000. No ano seguinte, jogou no Kawasaki Frontale, ainda na segunda divisão. Foram 19 gols em 18 jogos.
Em 2002, foi contratado pelo Urawa Red Diamonds, da 1a divisão japonesa, clube pelo qual logo virou ídolo. Ele ficou quatro anos no time e diz que, para sair de casa sem ser reconhecido, tinha que usar uma peruca. Com a camisa do Urawa Red Diamonds, ele foi artilheiro do Campeonato Japonês de 2004, eleito por 3 vezes o Melhor segundo-atacante do Campeonato Japonês (2002, 2003, 2004), e Futebolista do Ano no Japão (2003).
Sua passagem pelo futebol nipônico terminou em 2005, após o xeque Jassim bin Hamad bin Khalifa Al Thani, um dos 24 filhos do rei, ver um jogo de Emerson na televisão. Ele comprou os direitos econômicos do brasileiro e o colocou para jogar no Al-Sadd.

### Al-Sadd
Em 2005 deixou o Japão e foi para o Catar, onde passou a defender a equipe do Al-Sadd. Além de um contrato milionário, o atacante ganhava carros e relógios Rolex a cada boa partida.

### Rennes
Em 2007, foi emprestado ao Rennes, da França. A negociação girou em torno de 4 e 5 milhões de euros. O acordo de Emerson com o xeque era que ele poderia voltar ao Catar quando quisesse. A expectativa sobre a ida de Emerson para o Rennes era gigante. Apesar de se tratar de um atleta de um campeonato asiático, os diretores do clube ressaltavam os ótimos números que ele teve no Catar e no Japão. Na época, a imprensa francesa noticiava, inclusive, que times como Lyon, Lille e Saint-Étienne estavam de olho nele.
Emerson estreou pelo Rennes em outubro de 2007, contra o Lokomotiv Sofia, na Copa da UEFA. Foram pouco mais de 12 minutos em campo e nada de muito relevante, a não ser a vitória do time da França por 3×1. No Campeonato Francês, o debute foi diante do Paris Saint-Germain, no Parque dos Príncipes, na 10ª rodada. Ele entrou em campo aos 43 minutos do segundo tempo na vaga de Sylvain Wiltord. Com pouco mais de quatro minutos para atuar (contando os acréscimos), o brasileiro pouco fez.
Emerson somou ainda mais quatro apresentações, duas no Campeonato Francês e duas na Copa da UEFA. Ao todo, Sheik acumulou 101 minutos em campo pelo clube bretão, deixando a França - e o futebol Europeu - sem ter marcado nenhum gol, e tendo recebido 2 cartões amarelos. Por não ter conseguido se firmar na Europa, Emerson retornou ao Oriente Médio. Apesar do retorno baixo em campo, o clube francês conseguiu vendê-lo por um valor maior do que comprou: 7 milhões de euros foi o que o Al-Sadd gastou para trazê-lo de volta.

### Retorno ao Al-Sadd
Emerson retornou ainda em 2007 ao Al-Sadd, e permaneceu por lá por pouco mais de um ano. Forçou sua saída do clube após discutir com o presidente do Al-Sadd, que o afastou do time.
| “ | Fiquei quatro meses parado e decidi pagar minha multa de 5,8 milhões de dólares do próprio bolso. Na verdade, fiz um investimento em mim mesmo. Queria voltar ao Brasil, fazer um campeonato bom e depois dar outra porrada [um bom contrato] fora do país. | ” |

Considerado no Oriente Médio como um dos melhores atacantes que já passaram por lá, Emerson fez fama e fortuna enquanto esteve no Catar. Porém, após passar nove anos fora, Emerson decidiu rescindir contrato com seu clube e retornar ao Brasil.

### Flamengo

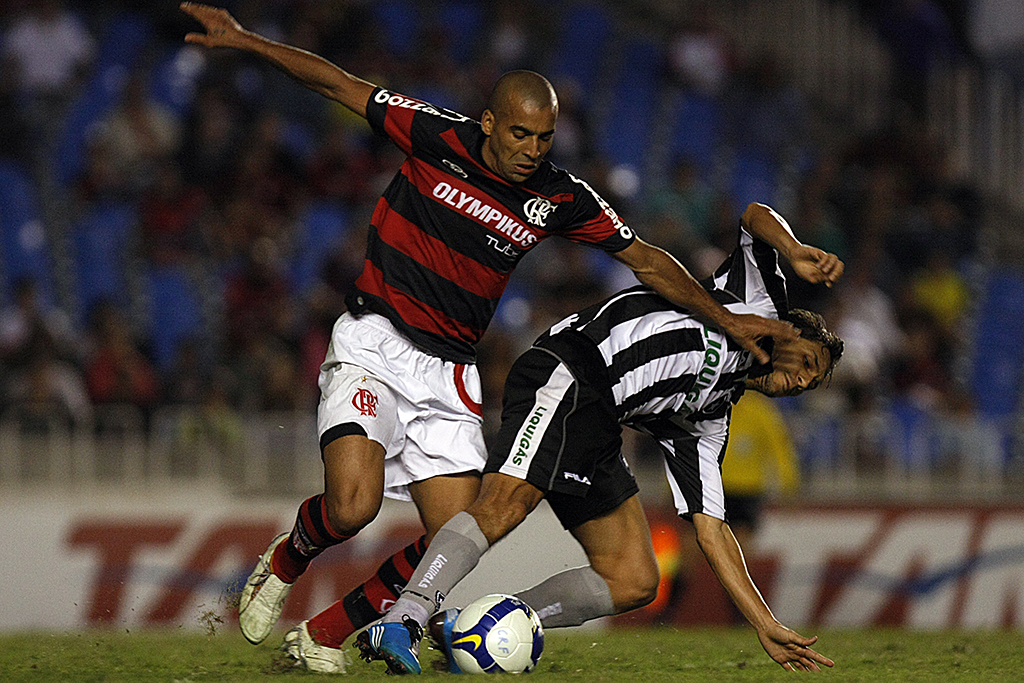
Emerson atuando pelo Flamengo em partida contra o Botafogo no Brasileirão de 2009.

Desconhecido no Brasil, Sheik passou a defender o Flamengo, no início de 2009. Apesar de desconhecido, ele era sonho de consumo do então vice de futebol do clube, Kleber Leite há pelo menos três anos. Emerson abriu mão de ofertas milionárias, tanto do futebol japonês como do futebol catariano, e, sem ter pago nenhum valor de transferência por Emerson, que pagou do próprio bolso a multa de rescisão com o Al-Sadd, o Flamengo recebeu seu novo atacante com muita expectativa.
Emerson foi bem recebido pelo grupo rubro-negro, que em sintonia com a torcida, o batizou carinhosamente de Sheik. Assim, em pouco tempo o jogador estava apto a estrear com a camisa rubro-negra. Em um treino na Gávea, ele disse que era rubro-negro de coração. Em sua estreia pelo Flamengo, em uma partida contra o Fluminense, já na reta final da Taça Rio, Emerson marcou seu primeiro gol. Recuperando sua melhor forma física e destacando-se nos treinos, Emerson acabou conquistando a vaga de titular nas finais do Carioca de 2009.[carece de fontes?]
Por volta da 18ª rodada do Campeonato Brasileiro, porém, Emerson recebeu uma proposta irrecusável do Al Ain dos Emirados Árabes, e já tendia a sair do Flamengo, que também não via com maus olhos a sua negociação em virtude da multa empreendida.
| “ | Eu já tinha mostrado meu trabalho no Brasil e fui recuperar o que eu havia gastado para jogar aqui. Fiquei um ano no Al Ain, botei o dinheiro no banco e decidi voltar outra vez. | ” |

No dia 17 de agosto a diretoria do Flamengo anunciou sua ida para o Al Ain pelo valor de dois milhões de euros (cerca de 5,2 milhões de reais). No entanto, logo no dia seguinte a diretoria do Flamengo anunciou oficialmente a recusa da proposta do clube dos Emirados Árabes. O departamento de futebol do clube entendeu que o valor oferecido não satisfazia os interesses do clube.
Em 27 de agosto, porém, Emerson não compareceu ao treino na Gávea.[carece de fontes?] O jogador já havia se reunido com diretoria rubro-negra pedindo para ser liberado horas antes da partida contra o Fluminense no dia anterior, pela Copa Sul-Americana, onde o Flamengo foi eliminado após empate por 1 a 1. O "Sheik" acerta sua saída para o Al Ain, se transferindo antes do término do Campeonato Brasileiro. Apesar disso, é considerado pelo próprio Flamengo como um dos campeões do Brasileirão daquele ano, sendo o 3º artilheiro do time da competição com sete gols marcados.
| “ | Emerson pediu para sair e será atendido. Recusamos três propostas, de 1,5 milhão, 1,8 milhão e dois milhões de dólares. Até chegar a última, de 2,4 milhões. Fui até onde achei que a corda suportava. No futebol atual, ninguém consegue segurar um jogador se ele não desejar permanecer. Ele só não pode beijar o escudo do clube. | ” |

### Al Ain
Na sua estreia no Al Ain Emerson marcou dois gols e o time venceu nos pênaltis por 5–4 o time do Al-Ahli e conquistou o título da Supercopa dos Emirados Árabes.

### Fluminense
No meio da temporada de 2010, Emerson acertou o seu retorno ao Brasil, dessa vez pelo Fluminense. Logo na sua estreia marcou um gol no empate no clássico contra o Botafogo. Além disso, em seus oito primeiros jogos com a camisa tricolor, marcou sete gols. Emerson fazia grande campeonato brasileiro até se lesionar. Entretanto, voltou no final do campeonato e fez o gol que viria a dar o título do Campeonato Brasileiro para o Fluminense, contra o Guarani.
Porém, na noite do dia 20 de abril de 2011, Emerson foi afastado do clube pelo próprio presidente que se irritou com o jogador que cantou um funk do maior rival, o Flamengo, no ônibus do Fluminense a caminho de uma decisão contra o Argentinos Juniors pela Libertadores.
| “ | Não cantei o bonde do Flamengo. Eu cantei uma música que é hit no Rio de Janeiro, assim como outros jogadores e amigos também cantaram. Não teve nada de especial. A repercussão disso, aliás, não deveria ter sido tão grande. | ” |

Depois de anunciada sua dispensa, o elenco do time (que estava concentrado na Argentina para enfrentar o Argentino Juniors, pela Libertadores) foi ao seu quarto de hotel para prestar solidariedade - menos o atacante Fred e o goleiro Ricardo Berna. Emerson teve de sair pela cozinha do hotel e pegar um táxi para o aeroporto sozinho.

### Corinthians

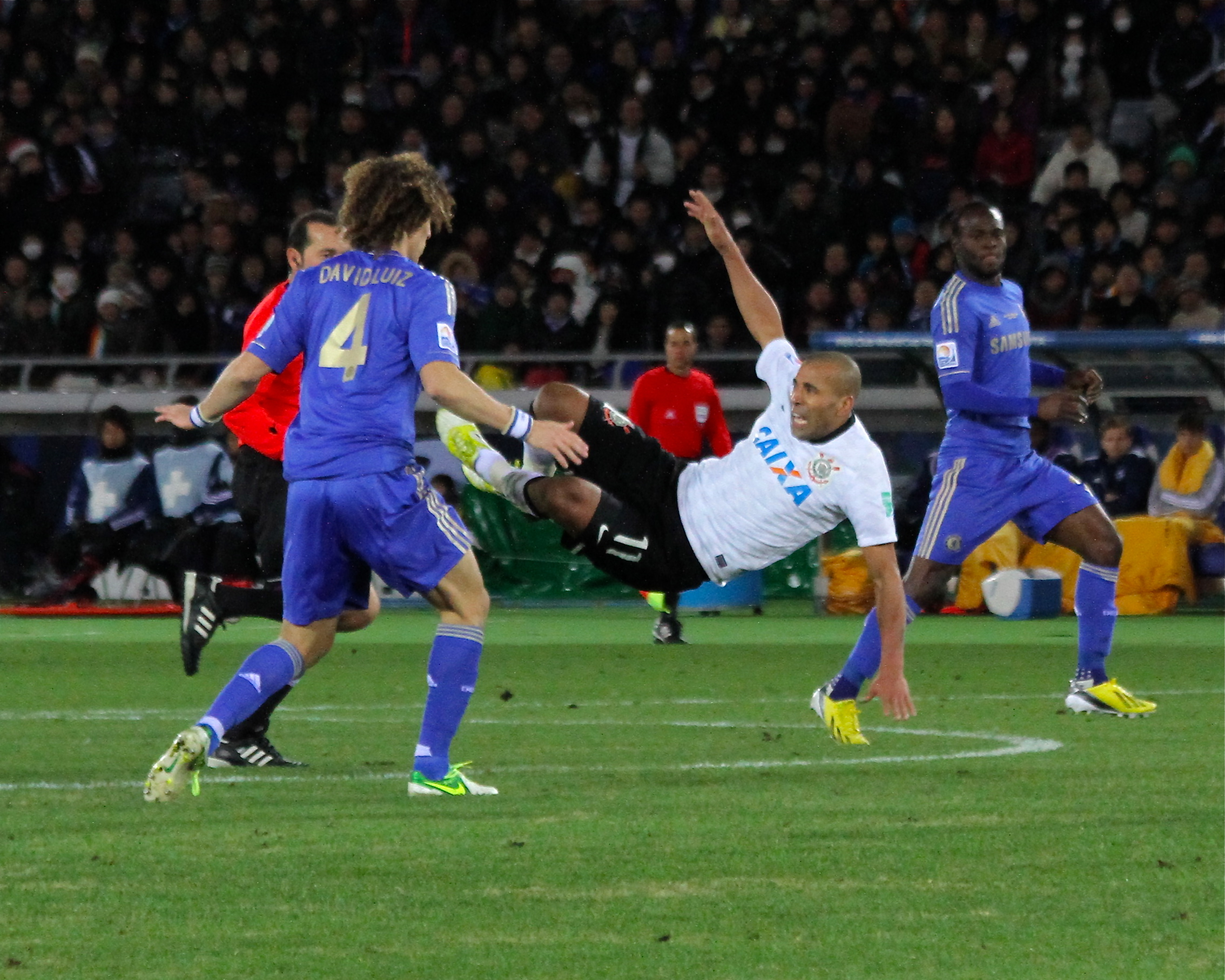
Emerson atuando na final do Mundial de Clubes da FIFA 2012.

Em 18 de maio de 2011, acertou sua ida para o Corinthians, sendo apresentado oficialmente alguns dias depois. Em 4 de dezembro de 2011 conquista o tricampeonato brasileiro em três anos seguidos por três clubes diferentes, feito inédito no futebol brasileiro.
Emerson iniciou o ano de 2012 muito bem técnica e fisicamente. Foi considerado o destaque do primeiro jogo das semifinais da Libertadores 2012 entre Corinthians e Santos. Fez um golaço em plena Vila Belmiro, batendo cruzado no ângulo da entrada da área, e garantiu a vitória corintiana pelo placar mínimo. Apesar do gol e da grande participação, Sheik acabou expulso.
No primeiro jogo da final, no estádio da Bombonera, em Buenos Aires, Emerson deu o passe para Romarinho fazer o gol de empate nos minutos finais do segundo tempo. No último jogo da final, no Pacaembu, entra para a história do clube marcando os dois gols da vitória corintiana sobre o Boca Juniors e do título inédito para o jogador e para o clube (onde se tornou um dos maiores ídolos). O primeiro gol foi marcado no início da segunda etapa, após Emerson receber passe de calcanhar de Danilo. No meio do segundo tempo Emerson rouba a bola da zaga do Boca Juniors, vence o zagueiro Caruzzo na corrida e toca na saída do goleiro. Depois da conquista, Emerson diria as seguintes palavras:
| “ | Eu nasci e fui criado num lugar muito simples, e vi coisas que talvez muitos de vocês (jornalistas) não viram. Me perguntaram se tinha pressão, alguma coisa do tipo, de jogar na Bombonera (estádio do Boca Juniors, palco do jogo de ida da final). Cara, pressão é deitar na cama e ter medo de uma bala perdida atingir seu corpo. Jogar no estádio lotado com vocês, com bola e grama novas é um privilégio. É momento de desfrutar, não de sentir medo ou pressão! | ” |

Em 16 de dezembro de 2012, vence a Copa do Mundo de Clubes da FIFA de 2012, sendo o bicampeonato do Corinthians, além de seu maior título como jogador profissional. Foi um ano com atribulações extra campo para o jogador: após uma partida em 19 de agosto postou em seu perfil numa rede social beijando outro homem. Diante da repercussão negativa junto a parte da torcida, desculpou-se pela polêmica. Também foi denunciado pelo Ministério Público Federal por contrabando de veículo, no caso uma BMW X6. Em campo passou a atuar cada vez menos como titular.
Em 2014, já com Mano Menezes como treinador, Emerson era pouco aproveitado, no qual resultou em sua saída da equipe em uma negociação com o Botafogo, a equipe carioca negociou um empréstimo de uma temporada. Numa entrevista ao programa Esporte Espetacular, da Rede Globo, Emerson expôs certa mágoa com o treinador Mano Menezes, dizendo que, com tal profissional, "Não [quer] trabalhar nunca mais na [...] vida". Além do mais, para o atacante: "[o Mano é] um treinador muito limitado, não vi nada de especial nele, não acho que vai melhorar, porque é um cara que parece que não tem humildade de perguntar, de pedir ajuda."

### Botafogo
Em abril de 2014, foi emprestado, até o final do ano, para o Botafogo. Com apenas um mês no clube, Sheik virou a referência do time. Vestindo a camisa sete, ele se mostrou um líder dentro do grupo e apresentou uma média de gols mais que o dobro maior que a dos outros três principais atacantes (Ferreyra, Wallyson e Zeballos) do elenco alvinegro.
| “ | Ele está feliz, contente no Botafogo e tem nos ajudado muito. No elenco também temos outros jogadores que podem exercer essa liderança. Temos tentado fazer com que cada um use a faixa de capitão na ausência do Jefferson para que possam assumir esse papel. O Emerson é um líder nato, um cara muito franco. | ” |

No dia 25 de maio, cerca de 30 torcedores do Botafogo invadiram o local onde a equipe treinava (no estádio Eustáquio Marques) por uma porta lateral e foram para a arquibancada protestar contra o time e a diretoria, depois do empate com o Vitória por 1 a 1, no dia anterior, que manteve a equipe na zona de rebaixamento. Apenas Emerson Sheik e o lateral Edilson foram elogiados.
No dia 17 de Setembro, na partida em que o Botafogo perdeu para o Bahia por 3x2, no Maracanã, Emerson levou um cartão vermelho dado pelo árbitro Igor Junio Benevenuto, aos 14 minutos do segundo tempo, após cometer uma falta no zagueiro Uelliton (ele foi o terceiro jogador do Botafogo que foi expulso neste jogo). Ao deixar o gramado do Maracanã, Emerson olhou para uma das câmeras, fez um sinal com o braço para o cameraman como quem diz "vem cá", e mostrou a sua irritação ao dizer, em alto e bom som, e olhando para a câmera: “CBF, você é uma vergonha! Vergonha! Vergonha! Vergonha!”. Até então, ele era o destaque da equipe, já que tinha marcado os dois gols botafoguenses na partida: um de pênalti e um de cabeça. O árbitro da partida registrou na súmula que teria sofrido ofensas do jogador botafoguense.
Segundo o site "Uol", a má relação de Emerson com a CBF é antiga. O atacante se considera perseguido pela CBF, que usa o STJD para o atingir com punições. A escolha de árbitros jovens para comandar jogos do Botafogo também foi alvo de insatisfação. Um fato que comprova isso aconteceu poucos dias antes desta partida contra o Bahia. Após a histórica vitória e classificação do Botafogo sobre o Ceará, por 4 a 3, nas oitavas de final da Copa do Brasil, o camisa 7 já tinha criticado a CBF e pedido "vergonha na cara" por parte da entidade. Na ocasião, Emerson havia sido punido com um cartão amarelo e discutiu bastante com o árbitro daquele jogo.
Por conta do episódio que aconteceu no jogo contra o Bahia, ele foi indiciado pelo STJD, e poderia pegar até 18 jogos de gancho. Emerson foi denunciado por "ofender a honra de alguém por fato relacionado ao desporto e agir de forma contrária à ética desportiva", segundo consta no Código Brasileiro de Justiça Desportiva. Em depoimento dado na audiência, Emerson alegou que não teve intenção de ofender a CBF ou o árbitro. Ele definiu sua atitude como um desabafo de descontentamento com a arbitragem brasileira. Sheik foi absolvido pelas críticas que fez contra a CBF, mas acabou punido com quatro jogos de suspensão por ofensas ao árbitro. O auditor relator Felipe Bevilacqua advertiu o jogador pelas críticas à CBF, mas destacou que foram realizadas em local inadequado. No dia 3 de outubro de 2014 teve seu contrato rescindido com o Botafogo devido divergências com a diretoria.

### Retorno ao Corinthians
Após ser dispensado do time do Rio, a diretoria corintiana decidiu reintegrar Emerson para o time em 2015, e Emerson voltou sendo importante ao marcar um gol aos 30 segundos de jogo contra o Once Caldas, em jogo valido pela fase prévia da Taça Libertadores da América 2015. Em julho, não teve seu contrato renovado. O último dia de Emerson Sheik no Corinthians(13 de junho de 2015) foi discreto, mas marcado por homenagens à sua passagem de quase quatro anos pelo clube alvinegro. Antes do jogo entre Corinthians e Internacional , Emerson recebeu uma placa de agradecimento pelos serviços prestados ao clube e foi reverenciado pela torcida e companheiros de elenco.
| “ | Estou feliz de ter esse reconhecimento pelos serviços prestados, mas também triste de estar indo embora. Eu curto muito isso. Saí pela porta que entrei | ” |

### Retorno ao Flamengo
Em 8 de junho de 2015, o Flamengo acertou com o atleta. Onde ira fazer dupla com Paolo Guerrero, seu ex-companheiro de Corinthians. Em 1 de julho, marcou seu primeiro gol no retorno ao clube, que venceu o Joinville por 1–0 e deixou a zona de rebaixamento do Campeonato Brasileiro. Por conta de sua atuação nesta partida, ele ficou com a 2a colocação do Prêmio O Cara da Rodada, dada pelo diário esportivo Lance!. Sheik teve boas atuações pelo clube, tanto que, até a 23a rodada do Brasileirão, ele figurava na Seleção do Campeonato, eleita pelo jornal O Lance! (com notas que computavam todos os jogos até então).
Até a 29ª rodada do Brasileirão, Sheik era o líder de dribles certos no Campeonato Brasileiro. De acordo com o “Footstats”, ele tinha dado nada menos do que 21 “entortadas” nos rivais, até então. Além disso, segundo dados do " Espião Estatístico" do Globo Esporte, também até a 29a rodada do Brasileirão, Sheik era o segundo maior causador de cartões para adversários, com 17 cartões (16 amarelos e 1 vermelho). Se considerada a média de cartões puxados por partida, Emerson era o líder, com 1,06 por partida. Seu último gol pelo Flamengo, foi na vitória fora de casa contra o Palestino do Chile por 0-1 pela Copa Sul Americana.

### Ponte Preta
Após o término do Campeonato Paulista, acertou com a macaca para jogar no ano de 2017. Logo em sua estreia, foi alvo de polêmica ao se desentender com o São Paulino Rodrigo Caio, chegando a empurrar o rosto do zagueiro, e os dois foram punidos com cartão amarelo. Marcou seu primeiro gol, na vitória da Ponte contra o Sol de América, pela Copa Sul Americana. Na vigésima primeira rodada do Brasileirão, Emerson foi decisivo na vitória por 2-1 contra o Botafogo no Moisés Lucarelli. Marcou os dois gols da macaca, e o seu segundo gol foi uma pintura, acertando um chute de primeira de fora da área, sem chances de defesa para Jefferson. Encerrou sua passagem pela macaca com 25 jogos e 5 gols marcados.

### Retorno ao Corinthians e aposentadoria
No dia 15 de janeiro de 2018 anunciou seu retorno ao Corinthians, após se desvincular da Ponte Preta. Inicialmente cotado como uma despedida do futebol, Emerson acertou contrato de seis meses de duração. Em destaque, a vitoriosa campanha do Campeonato Paulista 2018, em que o Corinthians se sagrou campeão em cima do maior rival, o Palmeiras. Emerson renovou o contrato até o fim de 2018, sendo visto por equipe, comissão técnica e torcida como peça fundamental dentro do elenco, e também anunciou que se aposentaria dos gramados no final daquele ano. No final da temporada 2018, Emerson se aposentou oficialmente do futebol dentro das quatro linhas. Ele marcou o último gol de sua carreira no dia 14 de março de 2018, na vitória por 2-0 contra o Deportivo Lara, na Neo Química Arena. Sheik abriu o placar da partida válida pela Libertadores daquele ano.

## Seleção Brasileira
| “ | Eu me naturalizei catariano e atuei pelo país nas Eliminatórias para a Copa de 2010, mas a Fifa cancelou minha participação nessas partidas porque joguei nas categorias de base do Brasil. Então, só posso defender a seleção brasileira. | ” |

Emerson defendeu a Seleção Brasileira em 6 partidas do Sul-Americano sub-20 de 1999, disputado na Argentina. Como nasceu em 1978, ele defendeu a Seleção com idade adulterada.

## Seleção Catari
| “ | Eu tenho um relacionamento muito bom com o Xeique dono do país Mohammed Bin Hamad. Tinha um contrato longo com o Al-Sadd, ele me falou sobre essa possibilidade de tirar a cidadania e jogar na seleção do Catar. Eu gostava de lá e aceitei sem problema. | ” |

Ainda desconhecido no Brasil, Sheik atendeu ao pedido dos cartolas e se naturalizou catari em 2008. Fez 2 partidas amistosas, e uma oficial, realizada no dia 26 de março, enfrentando o Iraque pelas Eliminatórias da Copa do Mundo da África do Sul. Emerson foi titular e camisa 10 da seleção.
Apesar do bom desempenho na vitória por 2 a 0, Emerson nunca mais foi convocado. Os adversários reclamaram que ele já havia disputado uma partida com a seleção sub-20 do Brasil. Na ocasião, a Fifa entendeu que o jogador não poderia, de fato, atuar pelo Catar. Contudo, em situação semelhante, Thiago Motta defendeu uma seleção de base brasileira e, mesmo assim, entrou em campo pela Itália em vários jogos.
| “ | Infelizmente, o Emerson fez um jogo só porque descobriram que ele já havia defendido a seleção brasileira de base. Na ocasião, logo depois da partida diante do Iraque, falaram que havia esse impedimento e eu não consegui convocá-lo novamente. Foi uma pena. | ” |

Por supostamente ter sido escalado em situação irregular, já que Emerson teria infringido a regra que proíbe um jogador que já defendeu uma seleção, mesmo em categorias inferiores, de jogar por outra, a Seleção Catariana quase "perdeu" este jogo. É que o artigo 55 das regras da Fifa afirma que qualquer equipe considerada culpada de escalar um jogador inelegível deve ser considerada perdedora da partida e a vitória e os três pontos devem ser transferidos para o time adversário.
| “ | O resultado do jogo deve ser anulado e o Iraque, considerado vencedor. | ” |

O Catar acabou sendo absolvido da acusação por ter recebido informações falsas (já que Emerson atuou pelo Brasil com o nome de Marcio Emerson Passos), e o Catar acabou sendo considerado como o vencedor da partida, avançando para a fase final das eliminatórias. Mas o jogador foi banido dos quadros da Fifa. Ele foi proibido de defender a seleção do Catar depois de descoberto documento falso e que tinha a defendido a seleção brasileira sub-20 com outro nome.

## Televisão
Em outubro de 2020, foi contratado pelo SBT para trabalhar no programa Arena SBT.

### Trabalhos
| Ano           | Título             | Cargo        | Notas      |
| ------------- | ------------------ | ------------ | ---------- |
| 2020-2025     | Arena SBT          | Comentarista | SBT        |
| 2023-presente | Domingol com Benja | Comentarista | CNN Brasil |

## Polêmicas
Em 2012, o periódico argentino "Canchallena" dissecou a vida do Sheik e se mostrou impressionado com o histórico de falsificações de documentos e outros problemas extracampo envolvendo o jogador. Intitulado de “A incrível história de Emerson”, o texto listou a vida atribulada do jogador.

### Falsidade ideológica
| “ | A idade adulterada não dizia nada. Você colocava o Emerson no juvenil, no júnior ou no profissional e ele sempre desequilibrava. No fim de tudo, ganhamos mais um grande jogador para o país. Foi o “gato” do bem. | ” |

No dia 20 de janeiro de 2006, Emerson foi detido por agentes da Polícia Federal no Aeroporto Internacional Tom Jobim na Ilha do Governador, no Rio de Janeiro, quando tentava embarcar para os Emirados Árabes. Sua certidão de nascimento falsa, que foi usada para emitir o seu passaporte, diz que ele nasceu em 6 de dezembro de 1981, em Nova Iguaçu, com o nome Marcio Emerson Passos, mas sua certidão de nascimento original diz que ele nasceu em 6 de setembro de 1978, com o nome Marcio Passos de Albuquerque. Para não ser preso, ele teve que desembolsar 70 mil reais em multa, além de prestar serviços comunitários pelo período de 18 meses. O serviço comunitário escolhido por ele foi ajudar crianças carentes.
| “ | Na verdade, não é uma prestação de serviços. É algo que faço com carinho. São crianças que amo de paixão, do projeto do judoca Flávio Canto. Tenho de cumprir algumas horas lá. Mas como vim para São Paulo, os meus advogados estão entrando com um recurso. | ” |

### Macaca "Cuta"
| “ | Todo mundo tem cachorros, gatos, papagaios e é feliz. Eu vou ter um macaco; é melhor e mais barato. | ” |

Em 2011, Sheik foi investigado pelo Ibama após comprar uma macaca-prego apelidada de Cuta e tratada como filha por ele. O jogador comprovou que a compra foi legalizada.

### Processo por contrabando de veículos
Um carro importado deu uma dor de cabeça tremenda para o jogador. O Ministério Público apontou o jogador como integrante de uma rede de contrabando e lavagem de dinheiro. Este esquema de compra de carros foi montado para para os compradores driblarem o fisco. Os carros eram apontados como 0 km, mas na verdade eram semi-novos e os valores recolhidos por impostos eram subfaturados. Posteriormente, os veículos eram colocados em nomes de laranjas.
Sua BMW foi apreendida durante a Operação Black Ops, da Polícia Federal, em outubro de 2011. Por conta disso, segundo o MPF, ele não poderão sair do país sem avisar a Justiça Federal. A Justiça o inocentou no caso, mas o Ministério Público recorreu da decisão.
Em 2013, o volante Diguinho (que comprou de Sheik uma BMW X6, em 2010) entrou com um processo contra Sheik por danos morais e materiais, por conta de uma compra de uma BMW X6, em 2010 (vendida por Sheik), que lhe rendeu uma denuncia por contrabando e lavagem de dinheiro e durante três anos teve de prestar depoimentos ao MPF, à Receita Federal e a à Justiça Federal. Em março de 2017, a sentença finalmente saiu, e Sheik foi condenado pela Justiça a pagar ao volante Diguinho R$ 466 mil (além de juros).

### Rivalidades
Em 16 de setembro de 2012, dia da vitória corintiana sobre o rival Palmeiras por 2 a 0, pelo Brasileirão, que mantinha o alviverde na zona de rebaixamento da competição, Emerson, via twitter, escreveria a seguintes palavras: "Que dó, que dó, que dó da formiguinha". Por fim, o atacante ainda ironizaria a condição do rival ao questionar qual seria o dia seguinte da semana, uma segunda-feira, referência indireta à Série B, também conhecida como Segunda Divisão.
Já em dezembro seguinte, durante as comemorações pela conquista do Mundial de Clubes, Sheik se envolveria em mais duas polêmicas, agora com outros dois rivais do Corinthians: São Paulo e Santos. Com relação ao primeiro, o atacante faria graça com a vitória tricolor na Copa Sul-Americana, quando a equipe venceu o Tigre, da Argentina, por W.O. e ficou com o título. Para Emerson: "Nós ganhamos! Ninguém saiu no intervalo, não". Com os santistas, o corintiano fez questão de rebater o comentário do lateral Léo, que havia disparado contra as confusões ocorridas no Aeroporto de Guarulhos no dia do embarque do alvinegro paulistano ao Japão, e ofendeu diretamente o colega de profissão durante os festejos.

### Selinho no amigo
Para defender a causa homossexual, em agosto de 2013, Sheik postou uma foto em seu instagram dando selinho no seu amigo Izac. Os dois são sócios nos restaurantes “Paris 6”, de São Paulo e do Rio de Janeiro. Em seu perfil no Instagram, Sheik postou uma imagem do beijo e ressaltou sua coragem ao fazer isso, mas depois enfrentou uma polêmica muito grande. Torcedores do Timão chegaram a protestar no CT do clube. Afirmou em 2021, ao canal no YouTube de Alê Oliveira:
"Sobre minha foto com o Isaque, [do selinho], ele é casado, tem três filhos. A gente quis fomentar que todo mundo pode fazer o que quiser fazer da vida. A mensagem era sobre respeito. A gente tem que respeitar, não opinar. Opinião a gente dá sobre comida. A mensagem era essa. E a gente nem tocou os lábios. Foi só uma simulação."

### Vida pessoal
Emerson namorou a atriz Antônia Fontenelle entre 2013 e 2014. Namorou por pouco tempo com a ex-integrante do Pânico na Band Nicole Bahls.

## Estatísticas
Até 3 de dezembro de 2018.

### Clubes
| Clube              | Temporada | Campeonato nacional | Campeonato nacional | Campeonato nacional | Copa nacional[a] | Copa nacional[a] | Copa nacional[a] | Competições continentais[b] | Competições continentais[b] | Competições continentais[b] | Outros torneios[c] | Outros torneios[c] | Outros torneios[c] | Total | Total | Total   |
| Clube              | Temporada | Jogos               | Gols                | Assist.             | Jogos            | Gols             | Assist.          | Jogos                       | Gols                        | Assist.                     | Jogos              | Gols               | Assist.            | Jogos | Gols  | Assist. |
| ------------------ | --------- | ------------------- | ------------------- | ------------------- | ---------------- | ---------------- | ---------------- | --------------------------- | --------------------------- | --------------------------- | ------------------ | ------------------ | ------------------ | ----- | ----- | ------- |
| São Paulo          | 1998      | 3                   | 0                   | 0                   | —                | —                | —                | —                           | —                           | —                           | 0                  | 0                  | 0                  | 3     | 0     | 0       |
| São Paulo          | 1999      | 8                   | 2                   | 0                   | —                | —                | —                | —                           | —                           | —                           | 0                  | 0                  | 0                  | 8     | 2     | 0       |
| São Paulo          | Total     | 11                  | 2                   | 0                   | 0                | 0                | 0                | 0                           | 0                           | 0                           | 0                  | 0                  | 0                  | 11    | 2     | 0       |
| Consadole Sapporo  | 2000      | 34                  | 31                  | 0                   | 1                | 0                | 0                | —                           | —                           | —                           | 0                  | 0                  | 0                  | 35    | 31    | 0       |
| Consadole Sapporo  | Total     | 34                  | 31                  | 0                   | 1                | 0                | 0                | 0                           | 0                           | 0                           | 0                  | 0                  | 0                  | 35    | 31    | 0       |
| Kawasaki Frontale  | 2001      | 18                  | 19                  | 0                   | 1                | 1                | 0                | —                           | —                           | —                           | 0                  | 0                  | 0                  | 19    | 20    | 0       |
| Kawasaki Frontale  | Total     | 18                  | 19                  | 0                   | 1                | 1                | 0                | 0                           | 0                           | 0                           | 0                  | 0                  | 0                  | 19    | 20    | 0       |
| Urawa Red Diamonds | 2001      | 13                  | 7                   | 0                   | 1                | 0                | 0                | —                           | —                           | —                           | 0                  | 0                  | 0                  | 14    | 7     | 0       |
| Urawa Red Diamonds | 2002      | 24                  | 15                  | 0                   | 6                | 6                | 0                | —                           | —                           | —                           | 0                  | 0                  | 0                  | 30    | 21    | 0       |
| Urawa Red Diamonds | 2003      | 25                  | 18                  | 0                   | 9                | 8                | 0                | —                           | —                           | —                           | 0                  | 0                  | 0                  | 34    | 26    | 0       |
| Urawa Red Diamonds | 2004      | 26                  | 27                  | 0                   | 6                | 4                | 0                | —                           | —                           | —                           | 0                  | 0                  | 0                  | 32    | 31    | 0       |
| Urawa Red Diamonds | 2005      | 12                  | 4                   | 0                   | 5                | 5                | 0                | —                           | —                           | —                           | 0                  | 0                  | 0                  | 17    | 9     | 0       |
| Urawa Red Diamonds | Total     | 100                 | 71                  | 0                   | 27               | 23               | 0                | 0                           | 0                           | 0                           | 0                  | 0                  | 0                  | 127   | 94    | 0       |
| Al-Sadd            | 2005–06   | 7                   | 6                   | 0                   | 4                | 2                | 0                | 1                           | 1                           | 0                           | 0                  | 0                  | 0                  | 12    | 9     | 0       |
| Al-Sadd            | 2006–07   | 25                  | 18                  | 0                   | 11               | 7                | 0                | 2                           | 2                           | 0                           | 0                  | 0                  | 0                  | 38    | 27    | 0       |
| Al-Sadd            | Total     | 32                  | 24                  | 0                   | 15               | 9                | 0                | 3                           | 3                           | 0                           | 0                  | 0                  | 0                  | 50    | 36    | 0       |
| Rennes             | 2007–08   | 3                   | 0                   | 0                   | —                | —                | —                | 3                           | 0                           | 0                           | —                  | —                  | —                  | 6     | 0     | 0       |
| Rennes             | Total     | 3                   | 0                   | 0                   | 0                | 0                | 0                | 3                           | 0                           | 0                           | 0                  | 0                  | 0                  | 6     | 0     | 0       |
| Al-Sadd            | 2007–08   | 2                   | 0                   | 0                   | 5                | 4                | 0                | 4                           | 2                           | 0                           | 0                  | 0                  | 0                  | 11    | 6     | 0       |
| Al-Sadd            | 2008–09   | 0                   | 0                   | 0                   | 4                | 8                | 0                | 0                           | 0                           | 0                           | 0                  | 0                  | 0                  | 4     | 8     | 0       |
| Al-Sadd            | Total     | 2                   | 0                   | 0                   | 9                | 12               | 0                | 4                           | 2                           | 0                           | 0                  | 0                  | 0                  | 15    | 14    | 0       |
| Flamengo           | 2009      | 14                  | 7                   | 0                   | 5                | 3                | 0                | 2                           | 0                           | 0                           | 5                  | 1                  | 1                  | 26    | 11    | 1       |
| Flamengo           | Total     | 14                  | 7                   | 0                   | 5                | 3                | 0                | 2                           | 0                           | 0                           | 5                  | 1                  | 1                  | 26    | 11    | 1       |
| Al Ain             | 2009–10   | 14                  | 9                   | 0                   | 5                | 4                | 0                | 3                           | 1                           | 0                           | —                  | —                  | —                  | 22    | 14    | 0       |
| Al Ain             | Total     | 14                  | 9                   | 0                   | 5                | 4                | 0                | 3                           | 1                           | 0                           | 0                  | 0                  | 0                  | 22    | 14    | 0       |
| Fluminense         | 2010      | 12                  | 8                   | 1                   | —                | —                | —                | —                           | —                           | —                           | —                  | —                  | —                  | 12    | 8     | 1       |
| Fluminense         | 2011      | —                   | —                   | —                   | —                | —                | —                | 2                           | 0                           | 0                           | 7                  | 1                  | 0                  | 9     | 1     | 0       |
| Fluminense         | Total     | 12                  | 8                   | 1                   | 0                | 0                | 0                | 2                           | 0                           | 0                           | 7                  | 1                  | 0                  | 21    | 9     | 1       |
| Corinthians        | 2011      | 28                  | 6                   | 5                   | —                | —                | —                | —                           | —                           | —                           | —                  | —                  | —                  | 28    | 6     | 5       |
| Corinthians        | 2012      | 14                  | 4                   | 0                   | —                | —                | —                | 13                          | 5                           | 4                           | 14                 | 3                  | 0                  | 41    | 12    | 4       |
| Corinthians        | 2013      | 30                  | 2                   | 3                   | 3                | 0                | 0                | 8                           | 0                           | 3                           | 18                 | 3                  | 9                  | 59    | 5     | 15      |
| Corinthians        | 2014      | —                   | —                   | —                   | —                | —                | —                | —                           | —                           | —                           | 9                  | 0                  | 1                  | 9     | 0     | 1       |
| Corinthians        | Total     | 72                  | 12                  | 8                   | 3                | 0                | 0                | 21                          | 5                           | 7                           | 41                 | 6                  | 10                 | 137   | 23    | 25      |
| Botafogo           | 2014      | 15                  | 6                   | 1                   | 3                | 0                | 0                | —                           | —                           | —                           | —                  | —                  | —                  | 18    | 6     | 1       |
| Botafogo           | Total     | 15                  | 6                   | 1                   | 3                | 0                | 0                | 0                           | 0                           | 0                           | 0                  | 0                  | 0                  | 18    | 6     | 1       |
| Corinthians        | 2015      | 3                   | 0                   | 0                   | —                | —                | —                | 7                           | 1                           | 2                           | 10                 | 2                  | 0                  | 20    | 3     | 2       |
| Corinthians        | Total     | 3                   | 0                   | 0                   | 0                | 0                | 0                | 7                           | 1                           | 2                           | 10                 | 2                  | 0                  | 20    | 3     | 2       |
| Flamengo           | 2015      | 22                  | 5                   | 1                   | 3                | 0                | 0                | —                           | —                           | —                           | 1                  | 1                  | 0                  | 26    | 6     | 1       |
| Flamengo           | 2016      | 10                  | 0                   | 1                   | 2                | 0                | 0                | 3                           | 1                           | 0                           | 15                 | 5                  | 2                  | 30    | 6     | 3       |
| Flamengo           | Total     | 32                  | 5                   | 2                   | 5                | 0                | 0                | 3                           | 1                           | 0                           | 16                 | 6                  | 2                  | 56    | 12    | 4       |
| Ponte Preta        | 2017      | 23                  | 4                   | 1                   | —                | —                | —                | 2                           | 1                           | 0                           | —                  | —                  | —                  | 25    | 5     | 1       |
| Ponte Preta        | Total     | 23                  | 4                   | 1                   | 0                | 0                | 0                | 2                           | 1                           | 0                           | 0                  | 0                  | 0                  | 25    | 5     | 1       |
| Corinthians        | 2018      | 17                  | 0                   | 2                   | 6                | 0                | 0                | 5                           | 1                           | 0                           | 11                 | 1                  | 0                  | 39    | 2     | 2       |
| Corinthians        | Total     | 17                  | 0                   | 2                   | 6                | 0                | 0                | 5                           | 1                           | 0                           | 11                 | 1                  | 0                  | 39    | 2     | 2       |
| Total              | Total     | 401                 | 194                 | 15                  | 80               | 52               | 0                | 55                          | 15                          | 9                           | 90                 | 17                 | 13                 | 605   | 302   | 36      |

- a. ^ Jogos da Copa do Imperador, Copa da Liga Japonesa, Copa do Emir de Catar, Copa do Brasil e UAE President Cup
- b. ^ Jogos da Liga dos Campeões da Ásia, Liga Europa da UEFA, Copa Sul-Americana, Copa Libertadores e Recopa Sul-Americana
- c. ^ Jogos do Campeonato Carioca, Campeonato Paulista, Copa do Mundo de Clubes da FIFA, Primeira Liga do Brasil, Jogos amistosos e Torneios Amistosos

### Seleção Brasileira
Abaixo estão listados todos jogos e gols do futebolista pela Seleção Brasileira, desde as categorias de base. Abaixo da tabela, clique em expandir para ver a lista detalhada dos jogos de acordo com a categoria selecionada.
Sub-20
| Ano   |       |      |         |       |
| Ano   | Jogos | Gols | Assist. | Média |
| ----- | ----- | ---- | ------- | ----- |
| 1999  | 6     | 0    | 0       | 0     |
| Total | 6     | 0    | 0       | 0     |

### Seleção Catariana
Abaixo estão listados todos jogos e gols do futebolista pela Seleção Catariana. Abaixo da tabela, clique em expandir para ver a lista detalhada dos jogos de acordo com a categoria selecionada.
Seleção principal
| Ano   |       |      |         |       |
| Ano   | Jogos | Gols | Assist. | Média |
| ----- | ----- | ---- | ------- | ----- |
| 2008  | 3     | 0    | 0       | 0     |
| Total | 3     | 0    | 0       | 0     |

|    | Data                | Local                                 | Resultado | Adversário | Gols | Assist. | Competição                             |
| -- | ------------------- | ------------------------------------- | --------- | ---------- | ---- | ------- | -------------------------------------- |
| 1. | 4 de março de 2008  |                                       | 1–2       | Barém      | 0    | 0       | Amistoso                               |
| 2. | 16 de março de 2008 | Estádio Jassim Bin Hamad, Doha, Catar | 2–1       | Jordânia   | 0    | 0       | Amistoso                               |
| 3. | 26 de março de 2008 | Estádio Jassim Bin Hamad, Doha, Catar | 2–0       | Iraque     | 0    | 0       | Eliminatórias da Copa do Mundo de 2010 |

## Títulos

### Como jogador
São Paulo
- Campeonato Paulista: 1998
- Copa Euro-América: 1999

Consadole Sapporo
- Campeonato Japonês - Segunda Divisão: 2000

Urawa Red Diamonds
- Copa do Imperador: 2005
- Copa da Liga Japonesa: 2003

Al-Sadd
- Liga do Catar: 2005-06, 2006-07
- Copa do Emir do Catar: 2004-05, 2006-07
- Copa da Coroa do Príncipe do Catar: 2005-06, 2006-07, 2007-08
- Supercopa do Catar: 2007

Flamengo
- Campeonato Carioca: 2009
- Campeonato Brasileiro: 2009
- Taça Rio: 2009
- Torneio Super Clássicos: 2015
- Torneio Super Series: 2015

Al Ain
- Supercopa dos Emirados Árabes Unidos: 2009

Fluminense
- Campeonato Brasileiro: 2010

Corinthians
- Copa do Mundo de Clubes da FIFA: 2012
- Copa Libertadores da América: 2012
- Recopa Sul-Americana: 2013
- Campeonato Brasileiro: 2011, 2015
- Campeonato Paulista: 2013, 2018

Prêmios individuais
- Artilheiro J. League Division 2: 2000 (33 gols)[6]
- Melhor jogador da J. League Division 2 - 2000[6]
- Melhor segundo-atacante do Campeonato Japonês: 2002, 2003, 2004
- Futebolista do Ano no Japão: 2003 (27 gols)
- Artilheiro da J-League: 2004
- Melhor jogador da Liga do Catar: 2006
- Seleção da Copa Libertadores: 2012
- Melhor jogador da Copa Libertadores: 2012

### Como dirigente
Corinthians
- Campeonato Paulista: 2019